# میشل روسو
میشل روسو (فرانسوی: Michel Rousseau‎; ۵ فوریهٔ ۱۹۳۶ – ۲۳ سپتامبر ۲۰۱۶) دوچرخه‌سوار اهل فرانسه بود.
وی در مسابقات کشوری و بین‌المللی در مجموع برندهٔ ۴ مدال طلا، ۲ مدال نقره شده‌است.